# Budišov nad Budišovkou
Budišov nad Budišovkou (německy Bautsch) je město ležící v okrese Opava. Žije zde přibližně 2 800 obyvatel. Ve vzdálenosti 11 km jihovýchodně leží město Vítkov, 21 km jihovýchodně město Odry, 23 km jihovýchodně město Fulnek a 24 km západně město Šternberk. Historické jádro Budišova nad Budišovkou je od roku 2003 městskou památkovou zónou.

## Poloha
Budišov nad Budišovkou leží na přelomu dvou geomorfologických podcelků Nízkého Jeseníku. Na východě je to Vítkovská vrchovina a na západě, kde je vystavěna větší část města, Domašovská vrchovina. Město se nachází v nadmořské výšce 512 m n. m., 30 km západně od Opavy. K městu byly připojeny obce Guntramovice, Podlesí a Staré Oldřůvky. Podlesí a Staré Oldřůvky sousedí s vojenským prostorem Libavá. Téměř celé území města leží na Moravě, ale malá část katastru na území vodní nádrže Kružberk náležela původně ke katastrům dříve čistě slezských obcí Kružberk a Svatoňovic. V případě dříve svatoňovických pozemků se jedná o území na pravém břehu potoka, který do nádrže přitéká od jihu. V případě dříve kružberských pozemků se jedná o území na zatopeném levém břehu Moravice. Sousedními obcemi sídla jsou Dvorce, vojenský újezd Libavá, Vítkov, Jakartovice, Čermná ve Slezsku, Kružberk, Svatoňovice, Norberčany a Bílčice.

## Historie
Budišov byl založen ve 13. století pány z Kravař jako horní město pří místních dolech na těžbu olova a stříbra. Písemná zmínka z roku 1301 hovoří o městě jako o majetku olomoucké kapituly. V průběhu staletí město vícekrát vyhořelo, značně utrpělo i za třicetileté války.
V letech 1938-1945 byl převážně německý Budišov připojen k nacistické Třetí říši v rámci Sudetské župy.
Po druhé světové válce bylo původní německé obyvatelstvo, které do té doby tradičně převažovalo, vysídleno a v obci došlo k takřka úplné výměně obyvatelstva. Německé starousedlíky vystřídali Češi z vnitrozemí a reemigranti z východu Evropy.

## Pamětihodnosti
- Kostel Nanebevzetí panny Marie byl zasvěcen 12. dubna 1756, měl 5 zvonů, za druhé světové války však byly všechny roztaveny. Dnes jsou v kostele jejich repliky. Kostel má 7 oltářů.
- Mariánský sloup (madona s dítětem) z roku 1723 z křídového pískovce, na ohrazení se sochami sv. Floriána, Šebestiána, Antonína Paduánského a Isidora[9]
- Městská radnice byla postavena roku 1635. Byla postavena především jako soud pro okolí Budišovska.
- Vodní mlýn (dnešní Muzeum břidlice): U muzea začíná Břidlicová stezka.
- Kamenný most byl postaven mezi lety 1634-1636. Na kamenném mostě je socha sv. Jana Nepomuckého.
- Městský hřbitov je památným místem s barokními a rokokovými hrobkami.

## Osobnosti
1. František Ignác Kassián Halaška
2. Johann Schneider (1844–1926), starosta města, zemský poslanec
3. Ferdinand Winkler (1869–1931) podnikatel, majitel tkalcovské firmy

## Městský znak
Znak Budišova nad Budišovkou se skládá ze starého znaku Dietrichštejnů: zlato-červená vlajka a na ní vinařský nůž a F - po kardinálu Františku z Ditrichštejna. Pod ním je bílá věž (Budišov měl hradby) v oknech věže dvě písmena M a W, podle probošta Martina Waclava Olomouckého – díky kterému se stal Budišov městem. Na jedné straně jsou dvě hornická kladiva (kvůli okolní těžbě břidlice) a na druhé straně jsou dvě pyramidy, které pocházejí ze znaku Olomouckého arcibiskupství.

## Části města
- Budišov nad Budišovkou (k. ú. Budišov nad Budišovkou a Lesy)
- Guntramovice (k. ú. Guntramovice)
- Podlesí (k. ú. Podlesí nad Odrou)
- Staré Oldřůvky (k. ú. Staré Oldřůvky, Nové Oldřůvky a Nové Oldřůvky I)

V letech 1961–1992 k městu patřily i Svatoňovice a od 1. ledna 1979 do 23. listopadu 1990 také Staré Těchanovice.

## Turistika
Cesta česko-německého porozumění, Zlatá lípa u Guntramovic, kaple svatého Jana Nepomuckého, Pomník obětem bitvy u Guntramovic, SKI Areál Horní Guntramovice, Naučná břidlicová stezka, zřícenina hradu Vikštejn, Kružberská přehrada, poutní místo Stará Voda, bývalé lázně Jánské Koupele.
V roce 2021 byla dokončena rozhledna Halaška, pojmenovaná po místním rodákovi Františku Ignáci Kassiánovi Halaškovi, a před dokončením známá jako rozhledna Kopřivná, umístěna asi 3 kilometry od města.

## Doprava
Město leží na železniční trati Suchdol nad Odrou – Budišov nad Budišovkou, na které se nachází stejnojmenná železniční stanice. Také zde prochází silnice II/443.

## Fotogalerie

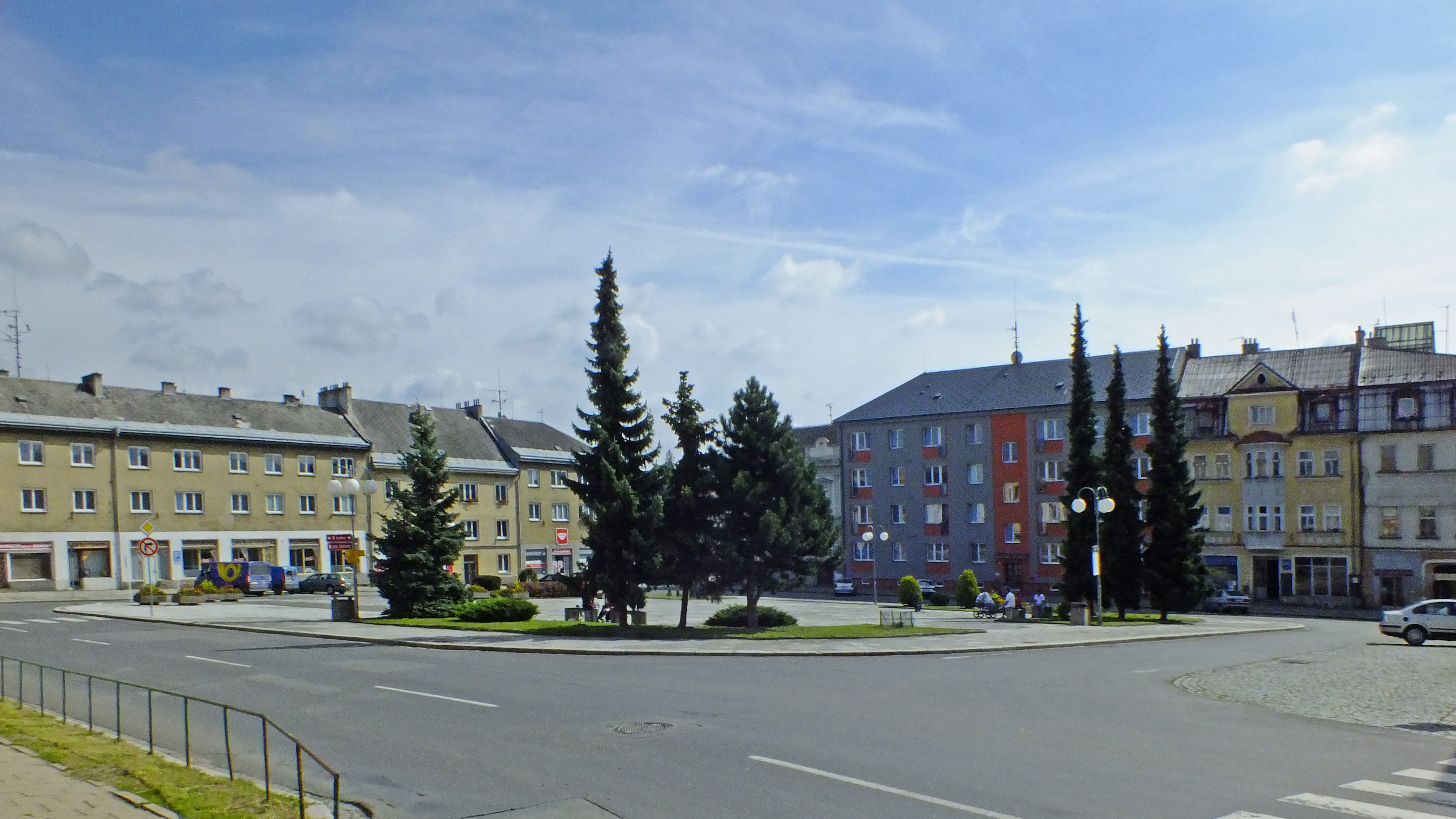
Náměstí Republiky
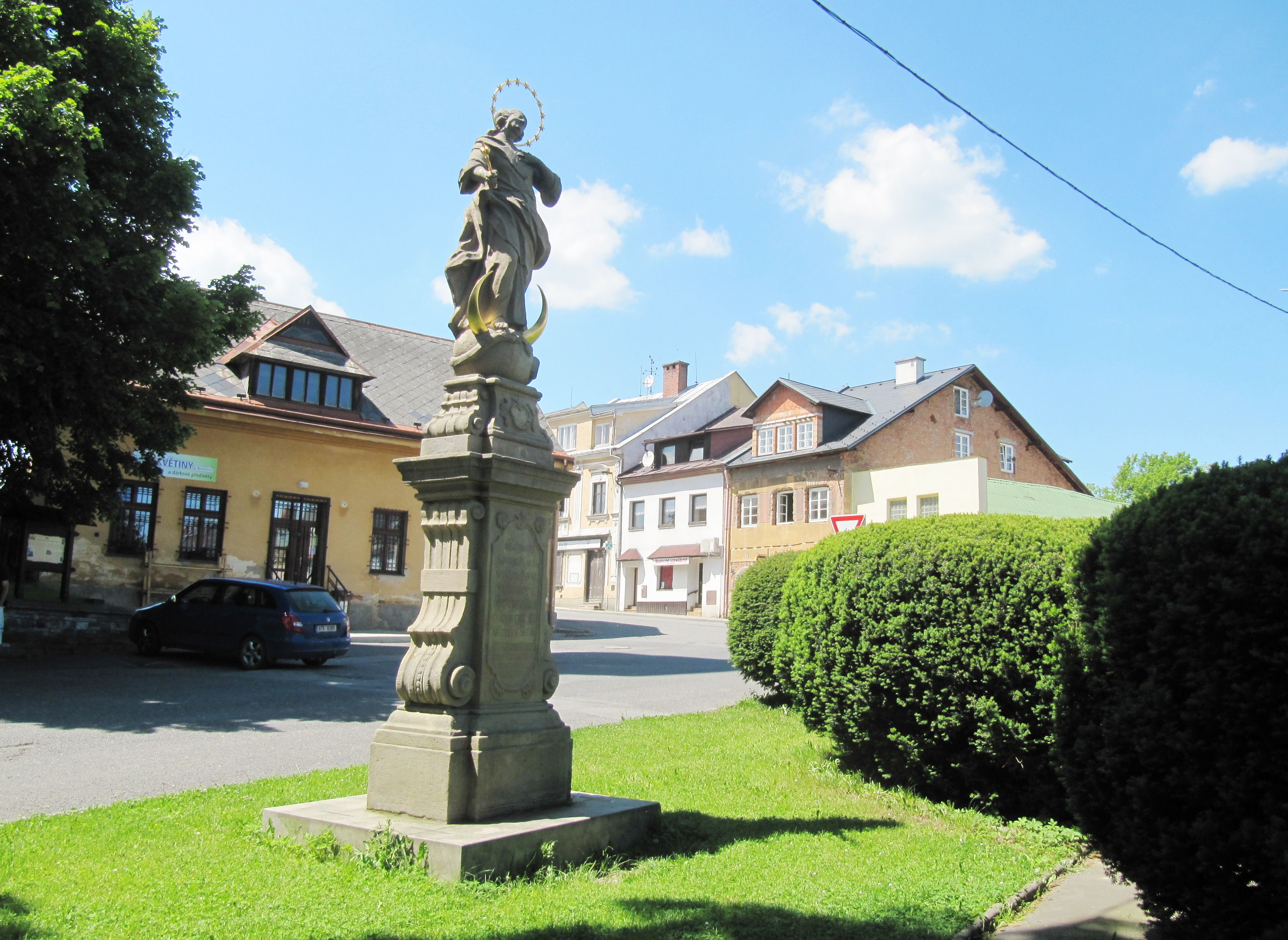
Socha Panny Marie na Halaškově náměstí
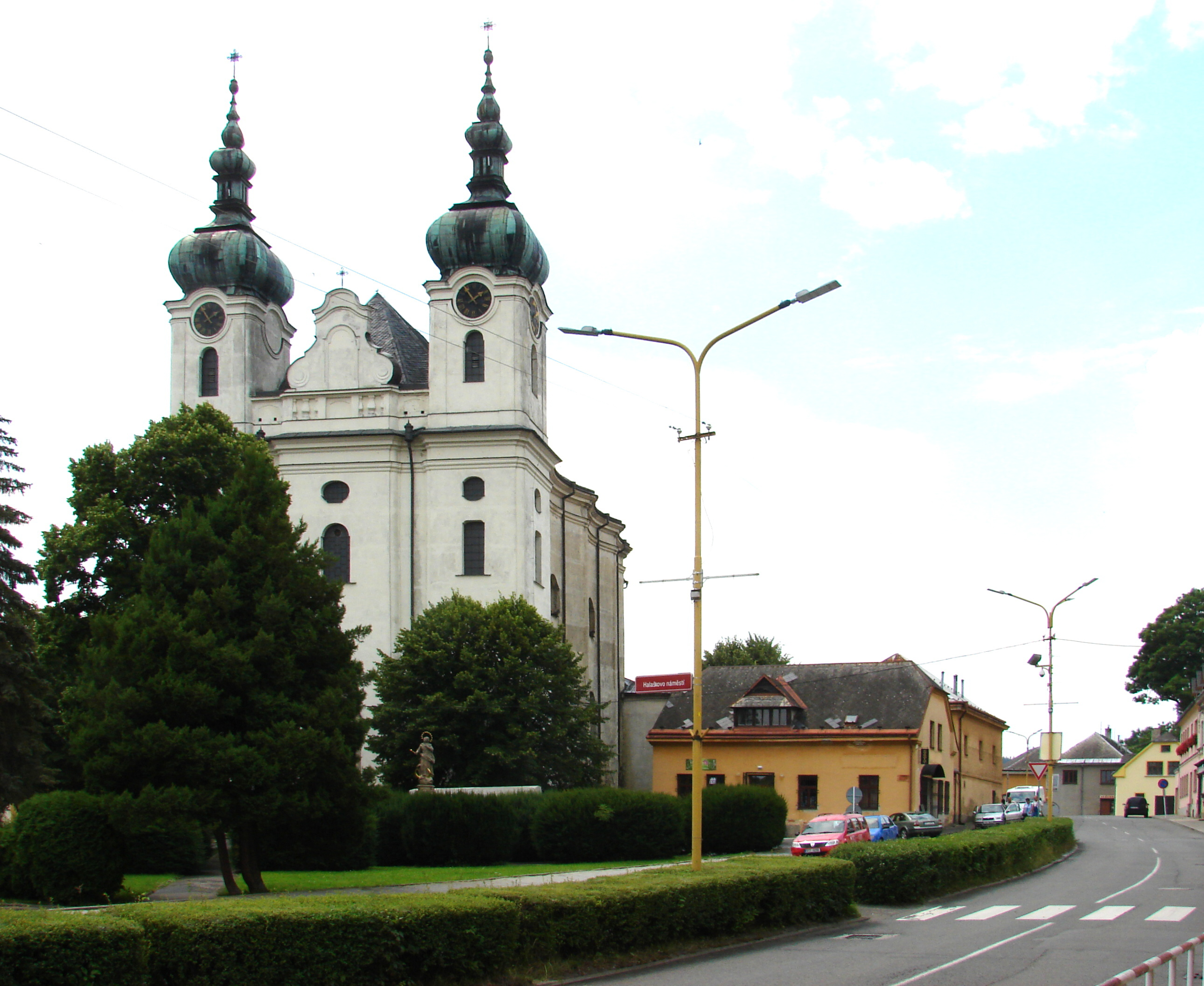
Kostel Nanebevzetí Panny Marie
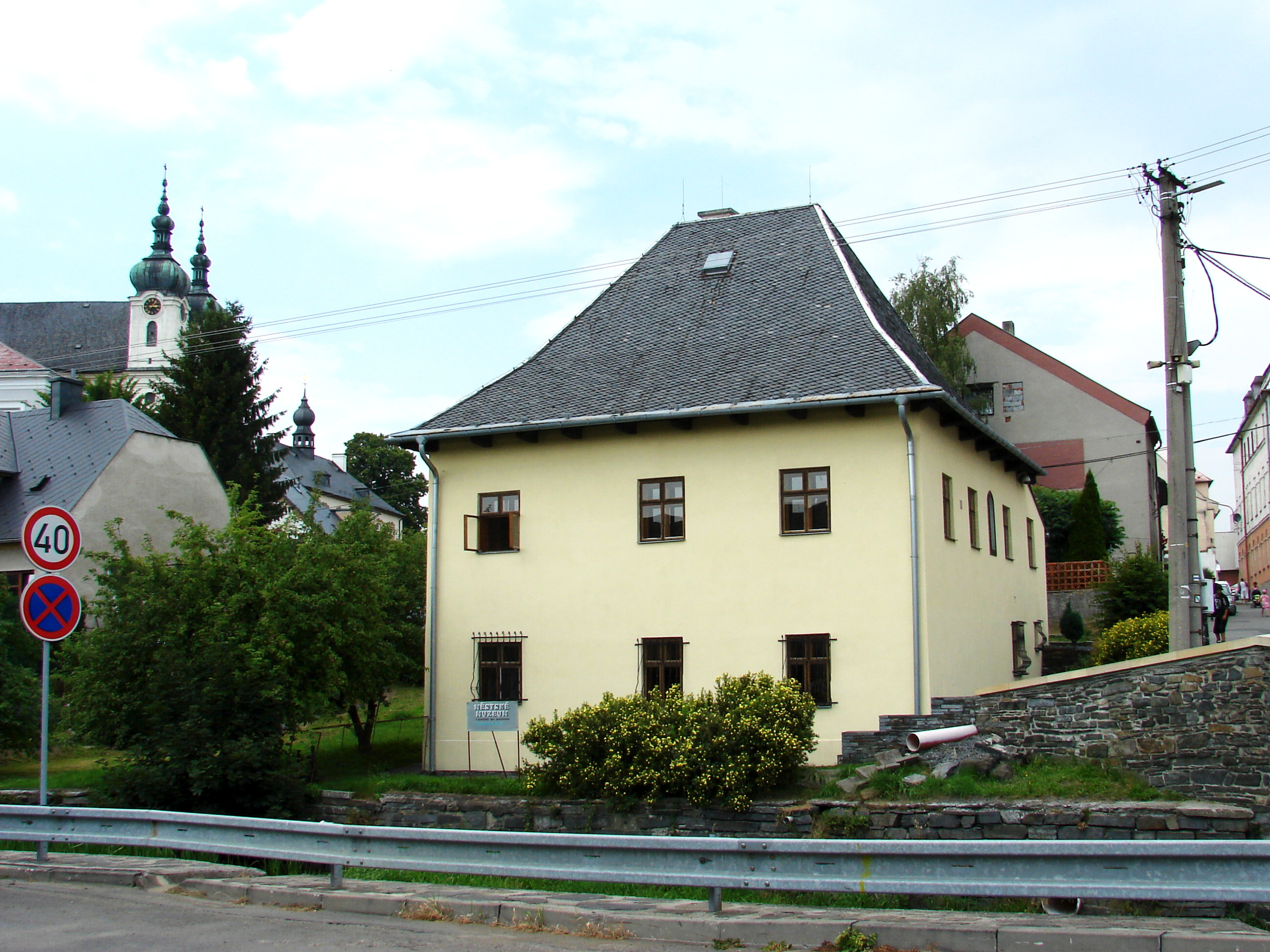
Bývalý vodní mlýn, nyní Muzeum břidlice
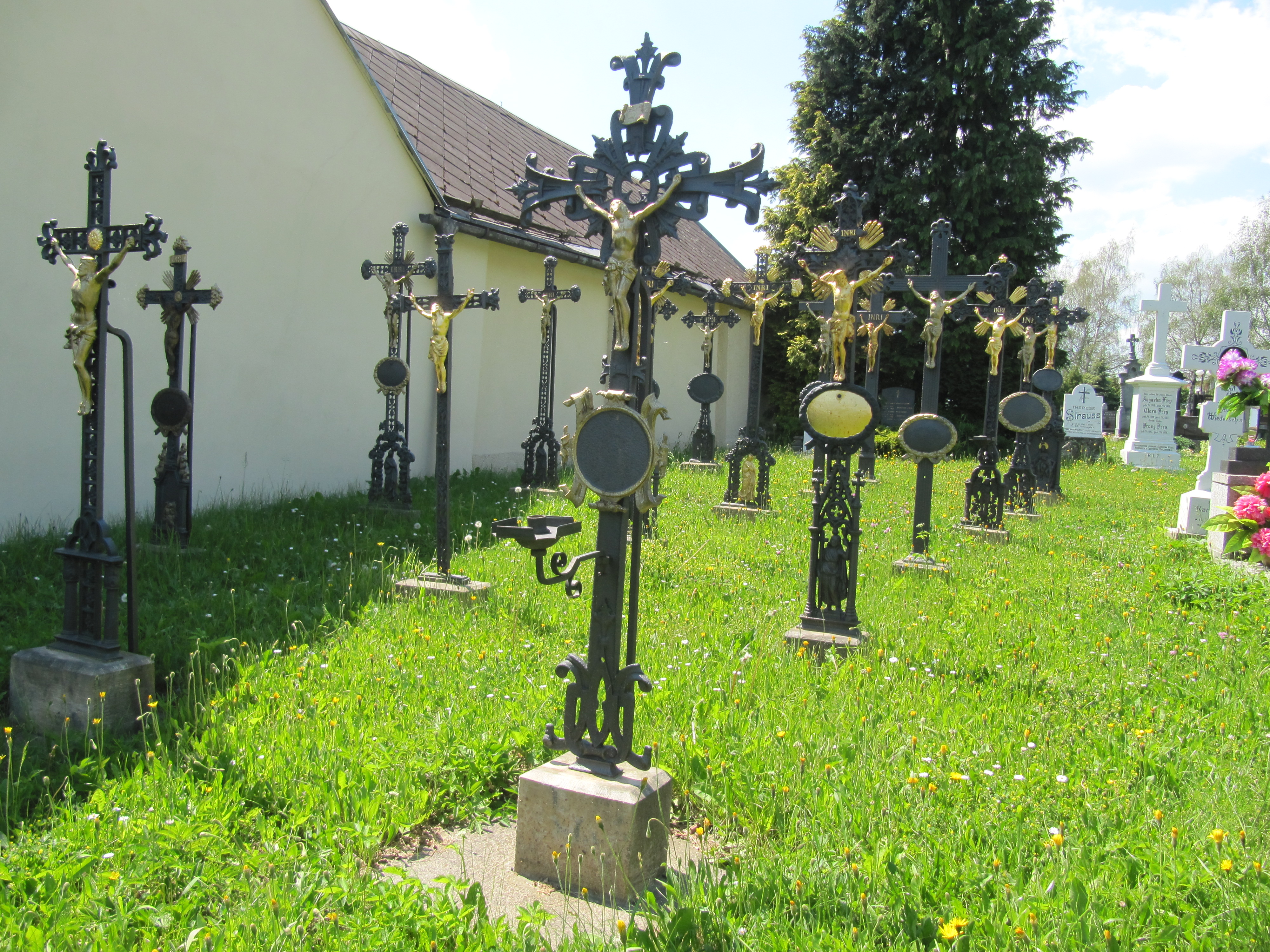
Památkově chráněný soubor litinových křížů na hřbitově
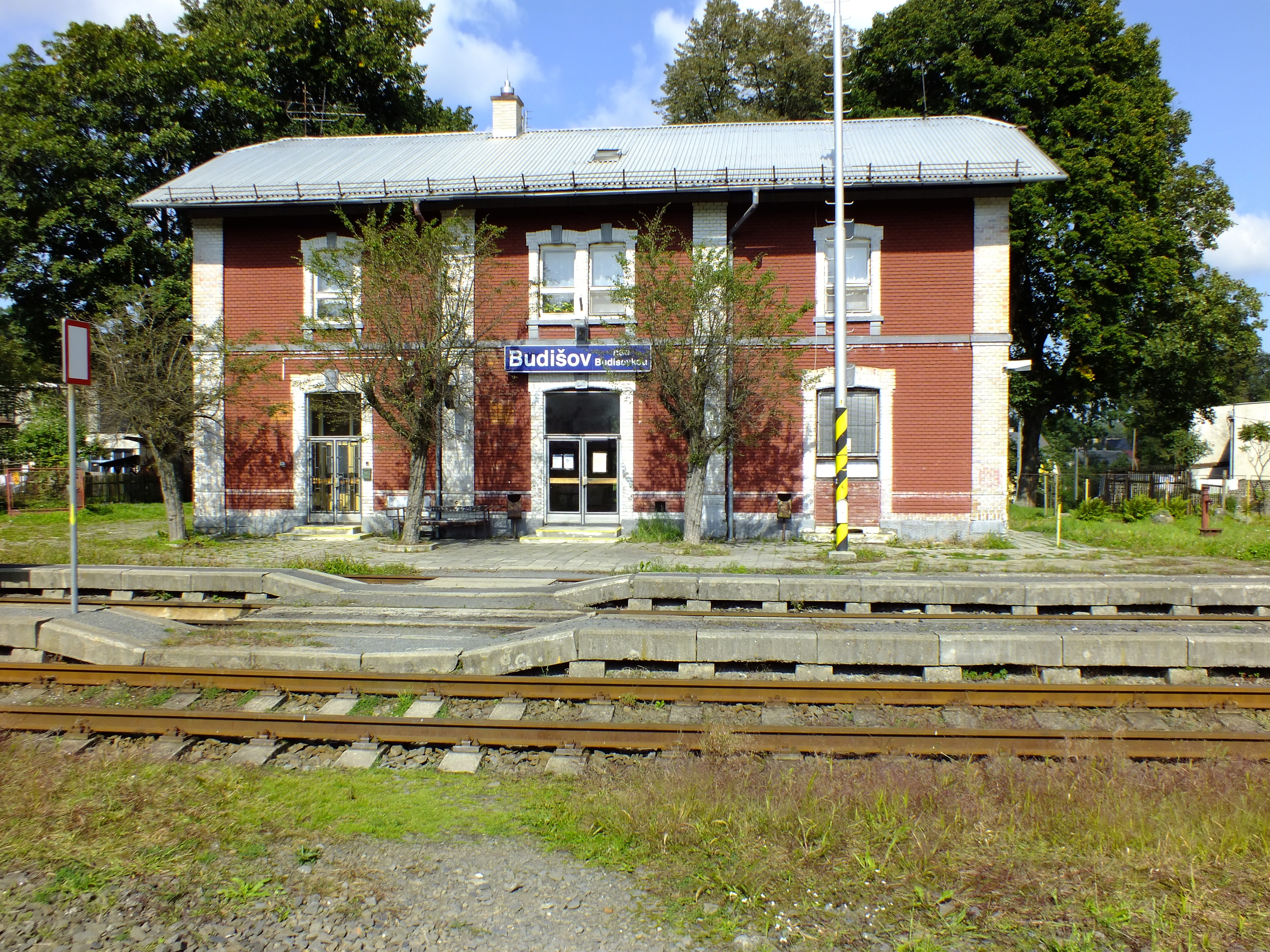
Nádraží
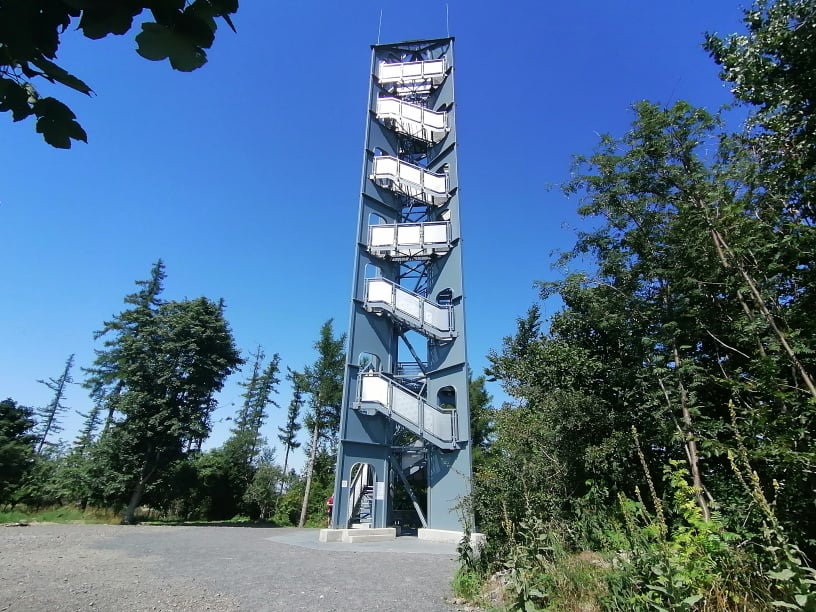
Rozhledna Halaška
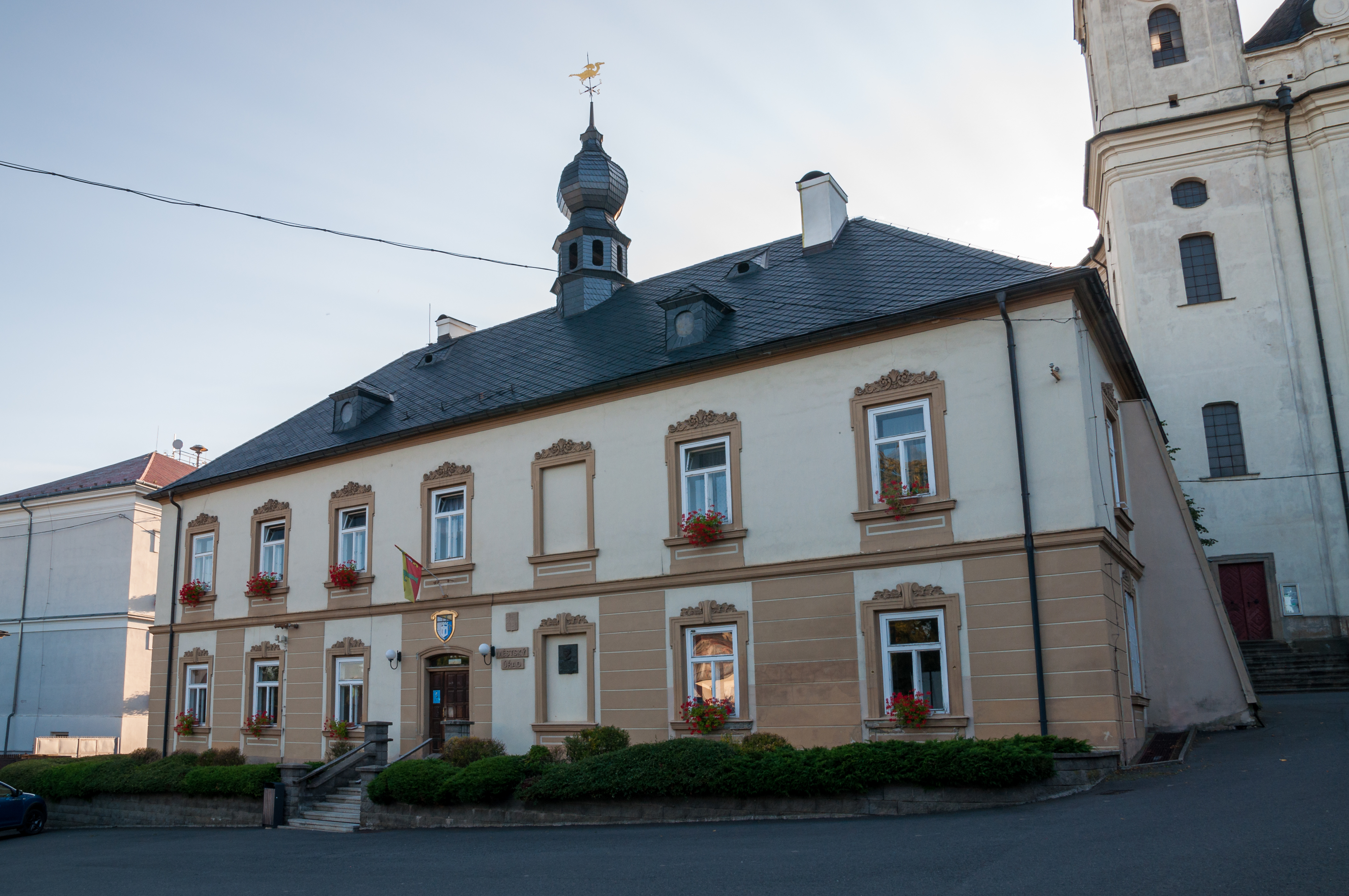
Městský úřad
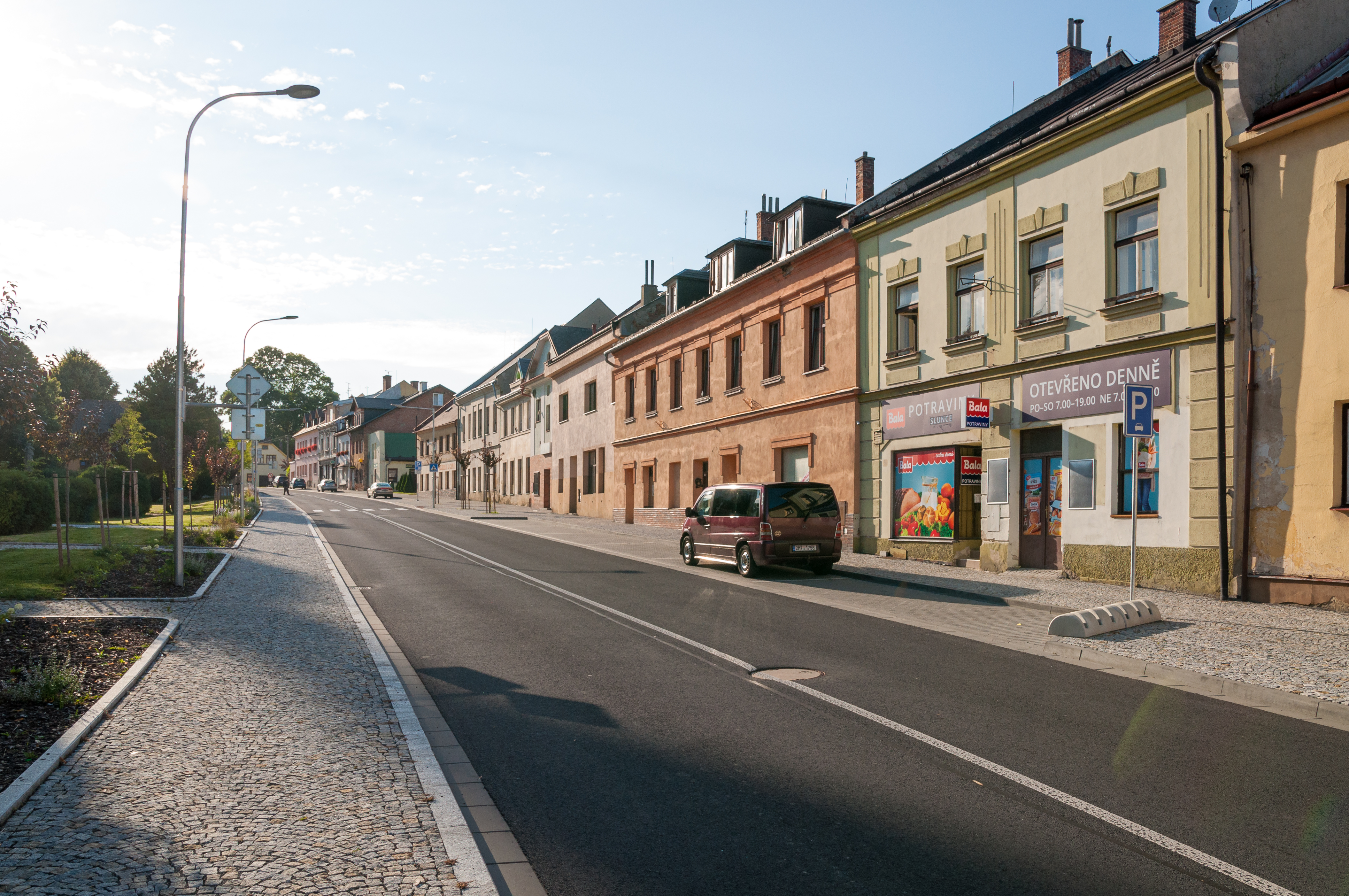
Halaškovo náměstí
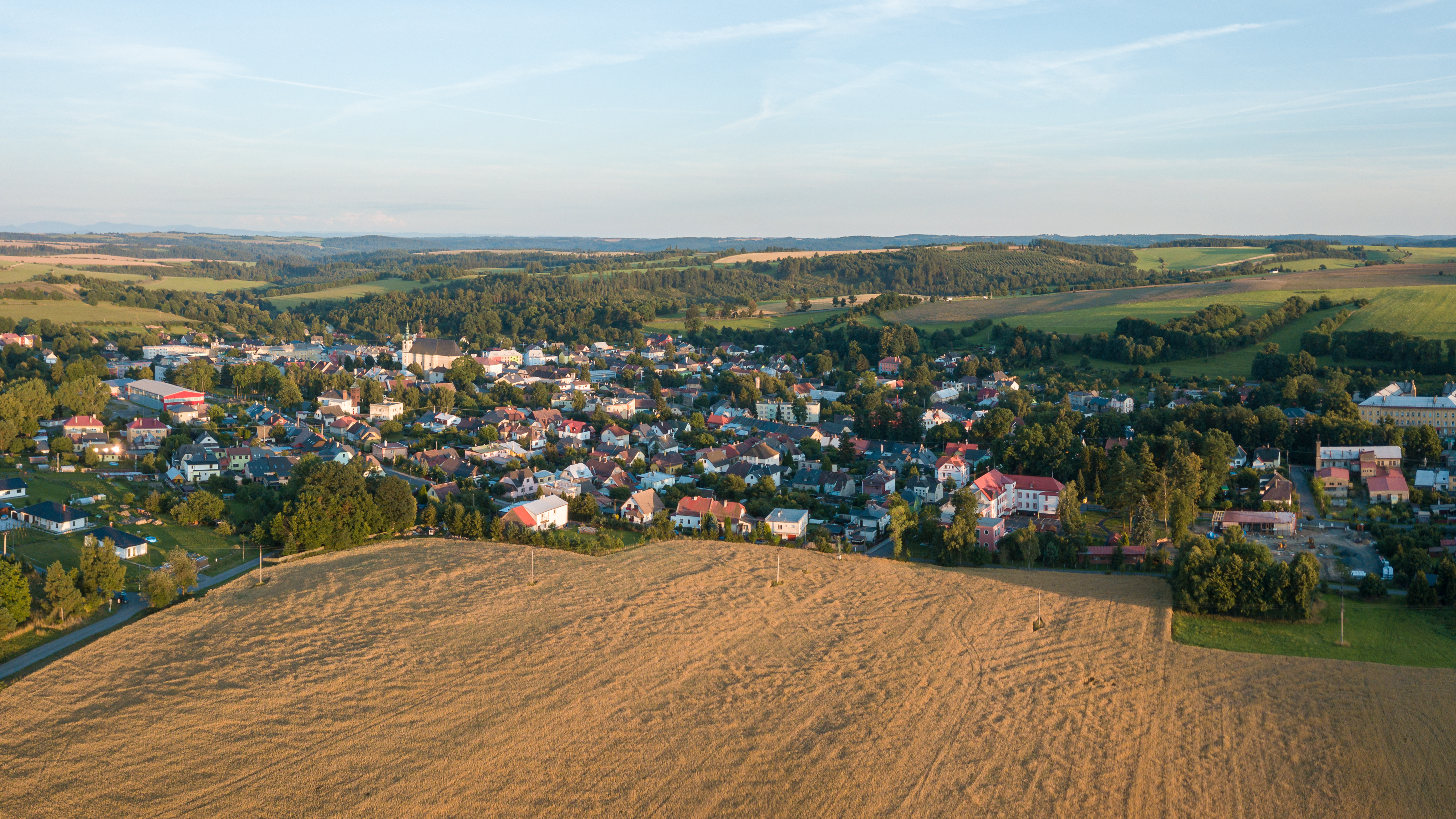
Letecký záběr

## Partnerské obce a regiony
- Okres Głubczyce, Polsko
- Mszana, Polsko
- Stráňavy, Slovensko